# Georg Christoph Röschel
Georg Christoph Röschel (* 27. Juni 1752 in Frankfurt am Main; † 4. November 1813 ebenda) war ein deutscher Hotelbesitzer und Abgeordneter.

## Leben
Röschel war der Sohn des Gasthalters zur „Reichskrone“ in Frankfurt am Main und Mitglied des 51er-Kollegs Johann Röschel (1719–1796) und dessen Ehefrau Maria Elisabeth geborene Artope (1724–1766). Er war evangelischer Konfession und heiratete am 21. August 1775 in Frankfurt am Main Rosina Margarethe Artope (* 12. Mai 1759; † 25. September 1824).
Röschel lebte als Gasthalter und später als Rentier in Frankfurt am Main
Vom 11. Oktober 1810 bis zum 28. Oktober 1813 war er Mitglied der Ständeversammlung des Großherzogtums Frankfurt für das Departement Frankfurt und den Stand der Güterbesitzer.